# Теодор Томас
Теодор Томас (на английски: Theodore Thomas) е американски химик, патентен адвокат и писател на произведения в жанра научна фантастика. Пише и под псевдонимите Леонард Локхард (Leonard Lockhard), Когсуел Томас (Cogswell Thomas) и Тед Томас като колумнист за списание за фентъзи и научна фантастика.

## Биография и творчество
Теодор „Тед“ Локард Томас е роден на 13 април 1920 г. в Ню Йорк, САЩ. Завършва химия в Масачузетския технологичен институт и право в Джорджтаунския университет, където по-късно през 1953 г. става доктор по право.
През 1947 г. се жени за Вирджиния Патън, с която имат две дъщери и син. През същата година започва работа като инженер-химик в американската компания „Cyanamid“ в Стамфорд. През 1950 г. става патентен специалист във Вашингтон, а от 1955 г. работи за кантората „Armstrong Cork Co.“ в Ланкастър, Пенсилвания. В периода 1966 – 1970 г. е председател на Съвета за коригиране на зонирането, а в периода 1970 – 1971 г. е председател на Комитета по наркотиците в Ланкастър.
През 1949 г. започва да пише научно-популярната рубрика „Наука за всички“ в „Stamford Advocate“, която поддържа в продължение на 30 години. През 1952 г. са публикувани първите му разкази – „Improbable Profession“ (Невероятна професия) с Чалз Харнес и „The Revisitor“ (Ревизорът). Разказът му „Невероятна професия“ дава началото на поредица от разкази, за които ползва опита си като патентен адвокат.
През 1965 г. е издаден първият му роман „Клон“ в съавторство с Кейт Уилхелм. Историята е за експериментално аморфно същество, което може да абсорбира всеки органичен материал – включително хората. То попада в канализационната система и предизвиква катастрофален ефект. Вторият му роман в съавторство с Кейт Уилхелм е „The Year of the Cloud“ (Годината на облака). В апокаптичната история Земята попада в сферата на междузвезден облак, предизвикващ катастрофални ефекти, приливни вълни и вулканични изригвания. Водите на океаните се превръщат в желатиново вещество и светът е заплашен да умре от жажда.
Автор е общо над 50 разказа в областта на научната фантастика. Номиниран е за наградите „Хюго“ и „Небюла“.
Теодор Томас умира на 24 септември 2005 г. в Тусон, Аризона.

## Произведения

### Самостоятелни романи
- The Clone (1965) – с Кейт Уилхелм, по разказа му от 1959 г. със същото име
Клон, изд.: ИК „Хермес“, Пловдив (1993), прев. Христина Минкова
- The Year of the Cloud (1970) – с Кейт Уилхелм

### Разкази
- Improbable Profession (1952) – с Чалз Харнес
- The Revisitor (1952)
- The Fatal Third (1953)
- The Penultimate Weapon (1954)
- The Magnificent Profession (1955)
- Trial Without Combat (1955)
- The Curious Profession (1956)
- The Far Look (1956)
Двамата от Луната, сп. „Космос“ (1963), прев. Цвета Пеева
- Ceramic Incident (1956)
- The Innocents' Refuge (1957)
- Mars Trial (1957)
- The Disappearing Man (1957)
- The Attractive Nuisance (1957)
- Twice-Told Tale (1957)
- Just Rub a Lamp (1957)
- The Back of a Hand (1958)
- The Law School (1958)
- The Sound of the Wind (1958)
- The Destroyers (1958)
- Satellite Passage (1958)
- The Good Work (1959)
- Broken Tool (1959)
Счупената линийка, сп. „Наука и техника“ (1972), прев.
- Day of Succession (1959)
- New Model Spaceman (1959)
- December 28th (1959)
- The Clone (1959)
- The Sound of Screaming (1960)
- The Crackpot (1960)
- The Flames of Life (1960)
- The Intruder (1961)
- The Moon v. Nansen (1961)
- Passage to Malish (1961)
- Test (1962)
- The Spy (1962)
- The Weather Man (1962)
- The Lonely Man (1963)
- The Soft Woman (1964)
- Manfire (1965)
- The Being in the Tank (1967)
- The Doctor (1967)
Лечител, в-к. „Орбита“ (1986), прев. Александър Димитров
- The Other Culture (1969)
- Welcome Centaurians (1969)
- The Weather on the Sun (1970)
- Motion Day at the Courthouse (1971)
- The Swan Song of Dame Horse (1971)
- The Tour (1971)
- Paradise Regained (1973) – с Теодор Когсуел
- Early Bird (1973) – с Теодор Когсуел
- The Rescuers (1974)
- Players at Null-G (1975) – с Аглис Бъдри и Теодор Когсуел
- The Family Man (1978)
- The Splice (1981)